# Huna Kamma
Huna Kamma (aramaico/ebraico: הונא קמא, lett. Huna I) (Babilonia, II secolo – ...) era un saggio ebreo, rabbino Tanna della 5ª generazione (170 - 200 e.v.).
Fu un esilarca, guida degli esuli di Babilonia nell'epoca di Judah haNasi, contemporaneamente attivo nella Terra di Israele durante la quinta generazione dei Tannaim. Discendente della Casa di Davide, fu registrato nel Talmud semplicemente come "Rabbi Huna", creando confusione tra lui e il saggio Amora della seconda generazione; è citato nel talmud con lo stesso nome e noto come discepolo di Abba Arika perciò Rabbi Sherira Gaon si riferiva a lui, nella sua epistola (Iggeret Rav Sherira Gaon), chiamandolo Huna Kamma (Kamma in aramaico = il primo) per distinguerlo dal saggio Amora della seconda generazione; da quel momento in poi, i saggi Achronim e Gheonim si riferirono a lui sempre con quel nome completo.
Judah haNasi, che era contemporaneamente attivo in Israele ed era presidente ("Nasi") del Sinedrio in Galilea, posizione considerata la più alta in Terra di Israele, aveva chiesto a Rabbi Hiyya se avesse l'obbligo del "Korban Nasi" (sacrificio per il capo) per peccati commessi, una domanda che praticamente voleva intendere se Judah avesse o meno la condizione di re (dato che il Tempio di Gerusalemme era in rovina e non poteva quindi eseguire sacrifici). Rabbi Hiyya rispose: 
(Talmud babilonese, Trattato Horayoth, 11b)
Rivale o in ebraico צרה, che letteralmente significa guaio/fastidio, è una frase biblica usata per descrivere l'"altra donna"; di conseguenza qui si vuol intendere che la posizione più alta è tenuta da due persone e quindi "Nasi" e "esilarca" hanno uguale status - perciò Hiyya intendeva dire: <<...tu non sei il solo leader che avrebbe avuto l'obbligo di sacrificare un'offerta da re e non ne godi il rango>>.